# Ronde van Azerbeidzjan (Iran) 2013
De Ronde van Azerbeidzjan in Iran, door sommige websites ook Tour of Iran genoemd, werd tussen 22 en 27 mei 2013 voor de tiende keer gereden met UCI-wedstrijdcategorie 2.2. De koers moet niet verward worden met de Ronde van Azerbeidzjan 2013, die eerder in mei 2013 in het land Azerbeidzjan gereden werd.

## Etappe-overzicht
| Etappe | Datum  | Start    | Eindstreep | Afstand | Winnaar             | Land                |
| ------ | ------ | -------- | ---------- | ------- | ------------------- | ------------------- |
| 1e     | 22 mei | Tabriz   | Maragheh   | 128 km  | Resultaat geschrapt | Resultaat geschrapt |
| 2e     | 23 mei | Maragheh | Urmiyeh    | 194 km  | Alois Kaňkovský     | Tsjechië            |
| 3e     | 24 mei | Urmiyeh  | Khoy       | 122 km  | Alois Kaňkovský     | Tsjechië            |
| 4e     | 25 mei | Khoy     | Aras       | 152 km  | Alois Kaňkovský     | Tsjechië            |
| 5e     | 26 mei | Aras     | Sahand     | 191 km  | Ghader Mizbani      | Iran                |
| 6e     | 27 mei | Tabriz   | Tabriz     | 100 km  | Milan Kadlec        | Tsjechië            |

## Eindklassementen

### Algemeen klassement
| Rang | Renner            | Land     | Tijd      |
| ---- | ----------------- | -------- | --------- |
| 1    | Ghader Mizbani    | Iran     | 18u43'20" |
| 2    | Milan Kadlec      | Tsjechië | +16"      |
| 3    | Amir Kolahdozhagh | Iran     | +23"      |

1986 · 1987 · 1988 · 1989 · 1990 · 1991 · 1992 · 1993 · 1994 · 1995 · 1996 · 1997 · 1998 · 1999 · 2000 · 2001 · 2002 · 2003 · 2004 · 2005 · 2006 · 2007 · 2008 · 2009 · 2010 · 2011 · 2012 · 2013 · 2014 · 2015 · 2016 · 2017 · 2018 · 2019 · 2020-2021 · 2022 · 2023